# هیلمن (مینه‌سوتا)
هیلمن، مینه‌سوتا (به انگلیسی: Hillman, Minnesota) یک شهر در ایالات متحده آمریکا است که در شهرستان موریسون، مینه‌سوتا واقع شده‌است.

## خصوصیات
هیلمن ۱٫۴۲ کیلومترمربع مساحت و ۳۸ نفر جمعیت دارد و ۴۰۰ متر بالاتر از سطح دریا واقع شده‌است.